# 칠판

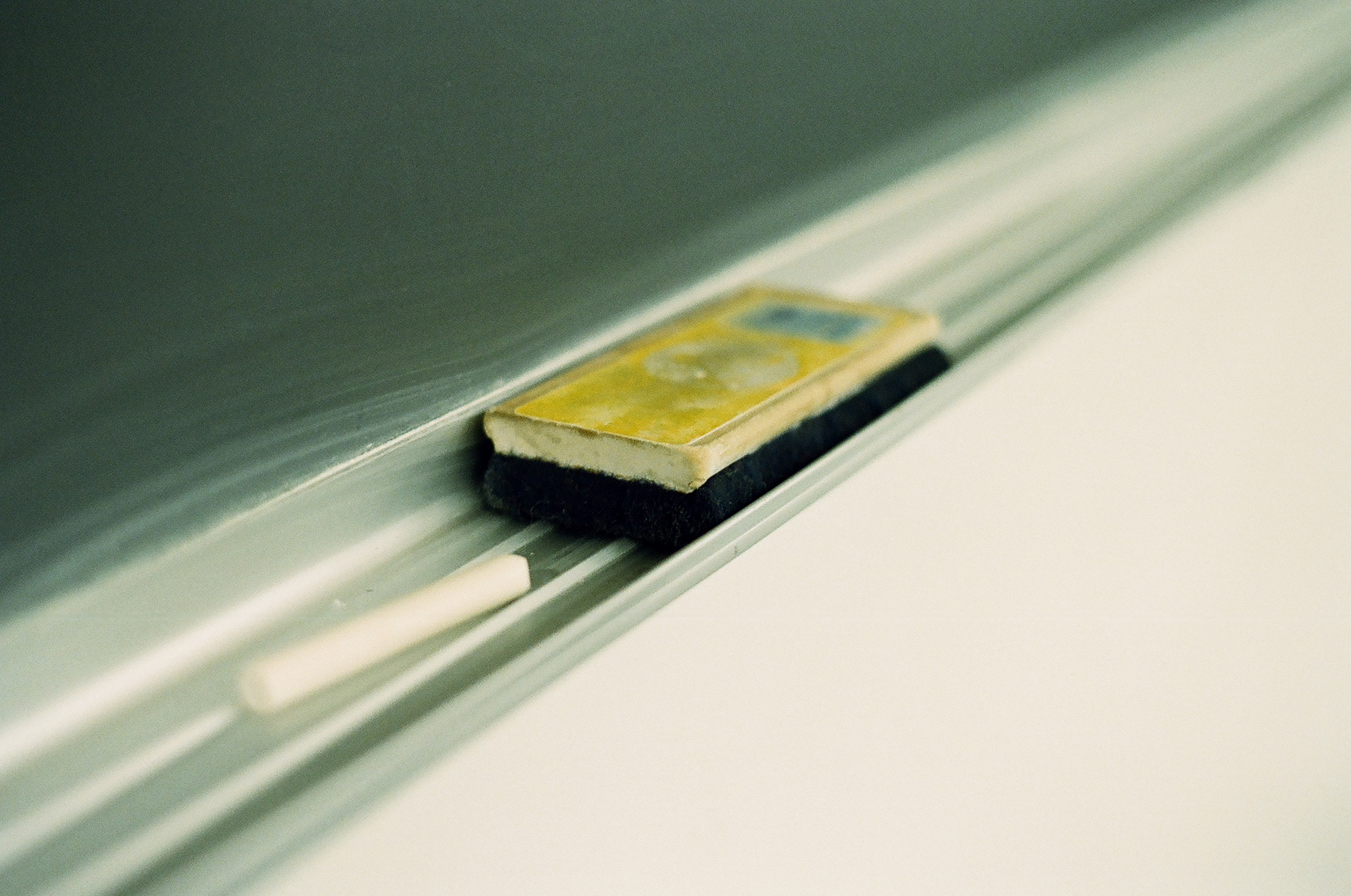
칠판과 분필, 칠판지우개.

칠판(漆板, 영어: chalkboard) 또는 흑판(黑板, 영어: blackboard)은 보통 어두운 색(어두운 초록색이나 검은색)의 페인트가 칠해진 넓은 판으로, 분필이나 펜으로 글씨나 그림을 그린다. 칠판의 색상은 초록색과 검은색 이외에도 다양한 색상이 개발되었다. 재질은 보통 나무이지만, 좀더 고급스러운 것으로는 금속 재질이나 도자기 재질의 칠판도 있다. 대부분의 학교에서는 학생들을 가르치기 위해 교실 앞에 넓은 칠판을 붙여두고 이용한다.
주로 학교교육에서 쓰이며, 스코틀랜드 에든버러의 왕립 고등학교(The Royal High School, Edinburgh)의 교장 제임스 필런스(James Pillans, 1778~1864)가 발명했다고 한다. 그는 지리(地理)를 가르칠 때 색분필을 사용했다고 한다. 한편 한국에는 개화기 때 학교 교육과 함께 보급되기 시작하였다.

## 디자인
칠판은 단순히 어두운 무광택 페인트(보통 검정색, 때로는 진한 녹색)로 칠해진 보드일 수 있다. 무광 검정색 플라스틱 간판 재료(폐쇄 셀 PVC 폼보드라고도 함)는 맞춤형 칠판 아트를 만드는 데에도 사용된다. A 프레임의 칠판은 레스토랑과 바에서 일일 특별 상품을 광고하는 데 사용된다.
보다 현대적인 변형은 두 개의 평행한 롤러에 걸쳐 그려진 코일형 플라스틱 시트로 구성되며, 이를 스크롤하여 작성된 내용을 저장하는 동시에 추가 쓰기 공간을 만들 수 있다. 최고 등급의 칠판은 더 거친 버전의 도자기 에나멜 강철(검정색, 녹색, 파란색 또는 때로는 다른 색상)로 만들어진다. 도자기는 마모가 매우 심하며, 도자기로 만든 칠판은 집중적으로 사용할 경우 일반적으로 10~20년 정도 지속된다.
강의실에는 격자 배열로 된 여러 개의 칠판이 포함될 수 있다. 그런 다음 강사는 글쓰기를 위해 보드를 손이 닿는 곳으로 이동한 다음 손이 닿지 않는 곳으로 이동하여 많은 양의 자료를 동시에 표시할 수 있다.
분필 자국은 젖은 천, 스펀지 또는 일반적으로 펠트 패드로 덮인 나무 블록으로 구성된 특수 칠판 지우개로 쉽게 닦아낼 수 있다. 그러나 일부 젖은 칠판에 생긴 분필 자국은 제거하기 어려울 수 있다. 칠판 제조업체에서는 새 칠판이나 새로 표면을 칠한 칠판을 분필의 측면을 사용하여 완전히 덮은 다음 정상적으로 사용할 수 있도록 분필을 닦아내도록 권장하는 경우가 많다.

## 장점과 단점
화이트보드에 비해 칠판에는 여전히 다양한 장점이 있다.
- 분필은 특별한 관리가 필요하지 않다. 화이트보드 마커는 뚜껑을 덮어야 한다. 그렇지 않으면 말라버린다.
- 분필은 비슷한 양의 글쓰기에 있어서 화이트보드 마커보다 훨씬 저렴하다.
- 화이트보드 마커보다 분필로 다양한 두께와 두께의 선을 그리는 것이 더 쉽다.
- 분필(또는 분필 마커)과 칠판을 마찰시키는 기술을 사용하면 점선을 매우 빠르게 그릴 수 있다.
- 분필은 약한 냄새가 나는 반면 화이트보드 마커는 종종 자극적인 냄새가 난다.
- 분필 쓰기는 종종 화이트보드 마커보다 더 나은 대비를 제공한다.
- 분필은 쉽게 지울 수 있다. 오랫동안 화이트보드에 쓰여진 글을 제거하려면 용제가 필요할 수 있다.
- 분필은 대부분의 옷에서 쉽게 제거할 수 있다. 화이트보드 마커는 종종 직물, 목재(목재 프레임) 등에 영구적인 얼룩을 남긴다.
- 분필은 대부분 생분해되는 반면, 대부분의 플라스틱 재활용 업체에서는 화이트보드 마커를 사용하지 않는다.

반면, 분필은 사용된 분필의 품질에 따라 먼지가 발생한다. 일부 사람들은 이것이 불편하다고 느끼거나 알레르기가 있을 수 있으며 미국 알레르기, 천식 및 면역학 학회(AAAAI)에 따르면 분필 먼지와 알레르기 및 천식 문제 사이에는 연관성이 있다고 한다. 또한 먼지로 인해 컴퓨터와 같이 먼지에 민감한 장비를 공유하는 구역에서는 분필을 사용할 수 없다. 칠판에 쓴 글은 어둠 속에서 읽기가 어렵다. 초크스틱은 사용할수록 줄어들며, 분필용 필기구에 꽂지 않으면 반으로 부서지기로 유명하다. 칠판은 고스팅 현상을 겪을 수 있다. 잔상은 오래된 유색 분필, 파스텔 또는 분필 잉크가 보드의 검정색 마감재에 흡수되어 제거가 불가능할 때 발생한다.
손톱으로 칠판을 긁거나 다른 뾰족한 금속 물체, 특히 칠판에 긁는 소리는 대부분의 사람들에게 극도로 짜증나는 소리를 만들어낸다. 독일 쾰른 대학의 교수인 마이클 올러(Michael Oehler)가 진행한 연구에 따르면, 인간은 칠판에 못이 박히는 소리를 "혐오하는 경향이 있다"고 한다. 이 연구로 란돌프 블레이크는 2006년 이그노벨상을 받았다.

## 같이 보기
- 전자칠판
- 화이트보드
- 칠판 볼드체